# Flughafen Culiacán

i8
i11
i13
Der Flughafen Culiacán (spanisch Aeropuerto Internacional de Culiacán, IATA-Code: CUL, ICAO-Code: MMCl) ist ein internationaler Flughafen bei der Großstadt Culiacán im Bundesstaat Sinaloa an der Westküste Mexikos.

## Lage
Der Flughafen Culiacán liegt nahe dem Pazifik etwa 1000 km (Luftlinie) nordwestlich von Mexiko-Stadt in einer Höhe von ca. 32 m.

## Flugverbindungen
Es werden überwiegend Flüge von und nach Mexiko-Stadt und Tijuana abgewickelt; internationale Flüge sind selten.

## Passagierzahlen
In den Jahren 2018 und 2019 wurden jeweils annähernd 2,5 Millionen Passagiere abgefertigt. Danach erfolgte ein deutlicher Rückgang aufgrund der COVID-19-Pandemie.